# Sitio interno de entrada al ribosoma
Sitio interno de entrada al ribosoma o IRES es una secuencia de nucleótidos que se encuentra en la caperuza 5' de la región no traducida que permite la iniciación de la síntesis proteica, la traducción del marco abierto de lectura de un ARN mensajero (ARNm). A diferencia del mecanismo más conocido de traducción proteica en organismos eucariontes que requiere una modificación previa en la caperuza 5', en el cual se añade lo que se denomina Cap, y que no es más que la adición de un grupo metilo al carbono 7 de la guanina de la caperuza 5´ del ARNm para el ensamblaje de la maquinaria de traducción, las secuencias IRES son reconocidas por el complejo de pre-iniciación 43S, de manera que pueden comenzar la traducción del ARN mensajero a pesar de carecer de modificación Cap en su caperuza 5'. Estas secuencias han sido encontradas en miembros de las familias virales picornavirus, retrovirus y herpesvirus. Además, recientemente se han encontrado secuencias IRES en ARNm de organismos eucariotas, especialmente en proteínas implicadas en la regulación del ciclo celular, así como mecanismos apoptóticos.
Los elementos IRES tienen elementos en cis (es decir en la propia secuencia del IRES), los cuales son reconocidos por proteínas de la maquinaria de traducción de la célula. Algunas de estas proteínas también intervienen en la iniciación de la traducción dependiente de cap, como por ejemplo eIF3, eIF4B y eIF4GII.

## Estructura del IRES y relevancia funcional
Los elementos IRES se encuentran en muchas familias de virus, entre ellos como modelo de estudio, están el virus de la fiebre aftosa (FMDV del inglés foot and mouth disease virus), y el virus de la hepatitis C (HCV) entre otros.
El IRES presente en estos virus tiene un plegamiento característico y en muchos estudios se ha visto una relación directa entre la estructura del ARN y la función del IRES.
La estructura secundaria del ARN del IRES de HCV tiene 4 dominios nombrados con números romanos I, II, III, IV, y requiere de los factores de inicio de la traducción eIF3, eIF2. La estructura secundaria del ARN del IRES de FMDV presenta 5 dominios, 1, 2, 3, 4, 5 y requiere los factores de inicio de la traducción eIF3, eIF4G y eIF4B.
El plegamiento característico de cada IRES, se establece en las interacciones que se dan entre regiones de ARN cercanas presentes en cada dominio del IRES.
Así, debido a este plegamiento característico, diferentes factores que intervienen en la traducción (factores de inicio de la traducción y otras proteínas como PTB, PCBP) de la célula huésped reconocen regiones concretas del IRES, hasta llegar al ensamblaje de la subunidad 40S del ribosoma.
Como modelo profundizaremos en la estructura del IRES de FMDV.
El dominio 3 del IRES de FMDV, presenta varias regiones concretas y muy importantes, GNRA y RAAA entre otras, estas regiones no toleran ningún tipo de sustitución, deleción o inserción de algunos de sus nucleótidos, y están conservadas en los distintos serotipos del virus. Estas regiones son muy importantes en el plegamiento del dominio 3 del IRES y por tanto de la función del IRES. Estas regiones mantienen al dominio 3 del IRES en una conformación adecuada para ser reconocidos por la maquinaria traduccional.
La prueba de una secuencia de ARN particular para la actividad de IRES se basa en una construcción de reportero bicistrónico. Cuando un segmento IRES se ubica entre dos marcos de lectura abiertos de reportero en una molécula de ARNm eucariota (un ARNm bicistrónico), puede impulsar la traducción de la región codificante de proteína aguas abajo independientemente de la estructura de la tapa 5' unida a la caperuza 5' de la molécula de ARNm. En tal configuración, ambas proteínas se producen en la célula. La primera proteína indicadora ubicada en el primer cistrón se sintetiza mediante la iniciación dependiente de cap, mientras que la iniciación de la traducción de la segunda proteína está dirigida por el elemento IRES ubicado en el espaciador intercistrónico entre las dos regiones codificantes de la proteína indicadora. Sin embargo, hay varias advertencias que se deben tener en cuenta al interpretar los datos producidos con construcciones de indicadores bicistrónicos. Por ejemplo, hay varios casos conocidos de elementos IRES mal informados que luego se reconocieron como regiones que contienen promotores. Más recientemente, se ha demostrado que los sitios aceptores de empalme dentro de varios segmentos presuntos de IRES son responsables de la función aparente de IRES en ensayos de indicadores bicistrónicos.